# Saaldorf (Bad Lobenstein)
Saaldorf ist ein Stadtteil der Stadt Bad Lobenstein im Saale-Orla-Kreis in Thüringen.

## Lage
Saaldorf liegt am östlichen Ufer nahe dem oberen Ende des Bleilochstausees. Ein kurzer Seitenarm des Stausees teilt den Ort in zwei Teile. Die Bundesstraße 90 berührt Saaldorf an seiner Südseite, nachdem sie, von Bad Lobenstein kommend, kurz zuvor über eine Brücke den Stausee gequert hat. Eine Feriensiedlung mit Finnhütten auf der gegenüberliegenden Seite des Sees zählt ebenfalls zu Saaldorf.
Saaldorf liegt im Bereich des Landschaftsschutzgebietes Obere Saale. Die Gegend um Saaldorf gehört zu den Ostthüringisch-Vogtländischen Hochflächen (auch Ostthüringer Schiefergebirge).
Östlich Saaldorfs liegen hinter einem großen Waldgebiet das zu Tanna gehörende Künsdorf sowie die Gefeller Teile Frössen und Langgrün. Im Süden grenzt an die Saaldorfer Flur die Ortsteile Birkenhügel und Harra der Gemeinde Rosenthal am Rennsteig sowie der Bad Lobensteiner Stadtteil Mühlberg. Westlich, über den Stausee, folgen die Kernstadt Bad Lobenstein und die Saalburg-Ebersdorfer Stadtteile Schönbrunn und Ebersdorf.
Mit der Linie 720 des Verkehrsunternehmens KomBus hat Saaldorf Anschluss an die Kernstadt Bad Lobenstein und von da aus an die Städte Naila (Linie 620) und Ziegenrück (Linie 620) sowie an die Stadt Schleiz.

## Geschichte
Die urkundliche Ersterwähnung von Saaldorf datiert auf das Jahr 1689. Aber bereits im Mittelalter entstanden an der Saale kleine Hüttenwerke mit zugehörigen Siedlungen. Die Namen der beim Saalestau untergegangenen Orte Spaniershammer und Neuhammer erinnern noch daran.

Jagdschloss Waidmannsheil, um 1907

Die waldreiche Gegend um Saaldorf diente den Fürsten aus dem Haus Reuß als Jagdrevier, sie legten auch ein Hochwildgehege an. Von 1834 bis 1837 ließ der Reuß-Ebersdorfer Fürst Heinrich LXXII. durch den Gothaer Hofbaumeister Gustav Eberhard in Saaldorf das Jagdschloss Waidmannsheil in neugotischem Stil errichten, das auch als Zweitresidenz diente. Hier hielt sich auch die Tänzerin Lola Montez auf, die 1843 Gast des Fürsten war.
Das Jagdschloss wurde nach dem Zweiten Weltkrieg durch die sowjetische Militärregierung enteignet, ist aber inzwischen wieder im Besitz der fürstlichen Familie Reuß und wird von einem Bauberatungs- und -betreuungs-Unternehmen genutzt.
Wegen des Anstaus der Saale durch die Errichtung der Bleilochstaumauer von 1926 bis 1932 mussten mehr als die Hälfte der damaligen Einwohner Saaldorfs – das waren über 300 – ihre der Überflutung preisgegebenen Grundstücke verlassen und in höher gelegene neu erbaute Häuser umsiedeln.
Zu Zeiten der DDR betrieb die LPG „Oberland“ Lobenstein auf den Weiden um Saaldorf Viehwirtschaft, vornehmlich mit Jungrindern.
1962 wurde Saaldorf nach Lobenstein eingemeindet.
Heute liegt das wirtschaftliche Augenmerk Saaldorfs als Stadtteil von Bad Lobenstein vorwiegend auf dem Gebiet des Tourismus.